# Seagraves, Texas
Seagraves là một thành phố thuộc quận Gaines, tiểu bang Texas, Hoa Kỳ. Năm 2010, dân số của xã này là 2417 người.

## Dân số
- Dân số năm 2000: 2334 người.
- Dân số năm 2010: 2417 người.